# 고성이씨성곡재사
고성이씨성곡재사(古城李氏成谷齋舍)는 경상북도 안동시, 안동민속박물관에 있다. 2013년 4월 9일 안동시의 문화유산 제78호로 지정되었다.